# Toni Šunjić
Toni Šunjić (Mostar, 1988. december 15. –) bosnyák válogatott labdarúgó, jelenleg a Lojang Lungmen hátvédje.

## Pályafutása

### A válogatottban
Šunjić a bosnyák válogatottban 2012. augusztus 15-én debütált egy Wales elleni barátságos mérkőzésen, ahol 19 percet játszott.

## Fordítás
Ez a szócikk részben vagy egészben  a   Toni Šunjić című angol Wikipédia-szócikk fordításán alapul.  Az eredeti cikk szerkesztőit annak laptörténete sorolja fel. Ez a jelzés csupán a megfogalmazás eredetét és a szerzői jogokat jelzi, nem szolgál a cikkben szereplő információk forrásmegjelöléseként.